# Fashion Police
Fashion Police är en påhittat polisiär styrka med rätt att döma ut ej klädsamma stilar. Fashion Police finns som TV-serie i USA och Storbritannien.
Programledare under första säsongen var Trinny och Susannah. I nuvarande säsong är i stället Lisa Butcher och Mica Paris programledare.